# Hans Rudolf Meyer

Hans Rudolf Meyer (1971)

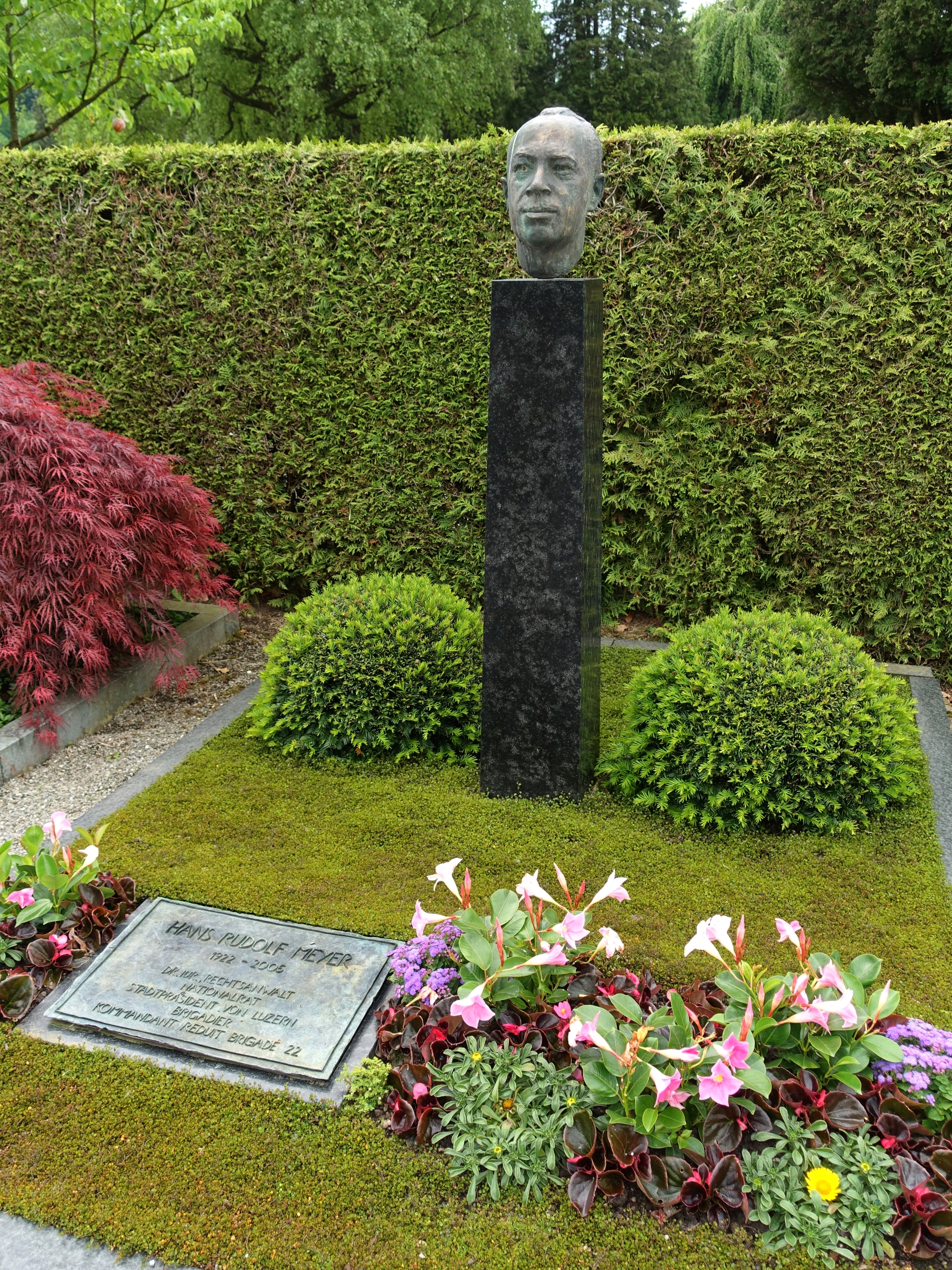
Grab auf dem Friedhof Friedental

Hans Rudolf Meyer (* 2. Januar 1922 in Luzern; † 5. Dezember 2005 ebenda, heimatberechtigt in Luzern und Aristau) war ein Schweizer Politiker (FDP). In Luzern war er auch unter seinem Namenskürzel HRM bekannt.

## Biografie
Hans Rudolf Meyer kam am 2. Januar 1922 in Luzern als Sohn des Maschinenbauingenieurs Alfred Otto Meyer und der Lehrerin Rose geborene Imbach zur Welt. Meyer absolvierte ein Studium der Rechte in Freiburg und Bern. In der Folge leitete er seine eigene Anwaltskanzlei.
Überdies amtierte Meyer zwischen 1970 und 1978 als Präsident des Stiftungsrats der Internationalen Musikfestwochen Luzern, zu dessen Ehrenpräsidenten er nach seinem Rücktritt ernannt wurde. Zudem hatte Meyer diverse Verwaltungsratsmandate inne. Im militärischen Bereich fungierte Meyer von 1955 bis 1958 als Zentralsekretär der Schweizerischen Offiziersgesellschaft sowie von 1970 bis 1977 als Kommandant der Reduitbrigade 22.
Hans Rudolf Meyer gehörte auf kommunaler Ebene zunächst von 1955 bis 1959 dem Grossen Stadtrat von Luzern an. In den Jahren 1967 bis 1979 amtierte er als Stadtpräsident sowie als Schuldirektor von Luzern. Dazu präsidierte Meyer zwischen 1959 und 1965 die Liberale Partei (heute FDP.Die Liberalen) der Stadt Luzern. Auf kantonaler Ebene war Meyer zwischen 1959 und 1971 im Luzerner Grossen Rat (heute Kantonsrat) vertreten. Darüber hinaus nahm er für seine Partei von 1962 bis 1979 Einsitz in den Nationalrat. Die Zivilschutzanlage im Tunnel der A2 durch den Sonnenberg ist auf Meyers Engagement zurückzuführen.
Hans Rudolf Meyer, der mit der Juristin Margrit geborene Baumgartner verheiratet war, starb am 5. Dezember 2005 vier Wochen vor Vollendung seines 84. Lebensjahres in Luzern. Seine letzte Ruhestätte fand er auf dem Friedhof Friedental.